# The Tower (Antarktis)
The Tower är en bergstopp i Antarktis. Den ligger i Sydshetlandsöarna. Argentina, Chile och Storbritannien gör anspråk på området. Toppen på The Tower är 345 meter över havet.
Terrängen runt The Tower är kuperad åt nordväst, men österut är den platt. Havet är nära The Tower åt sydost. Trakten är glest befolkad. Närmaste befolkade plats är Commandante Ferraz Station, 15,3 kilometer norr om The Tower. 